# Меткув (гміна)
Гміна Меткув (пол. Gmina Mietków) — сільська гміна у південно-західній Польщі. Належить до Вроцлавського повіту Нижньосілезького воєводства.
Станом на 31 грудня 2011 у гміні проживало 3864 особи.

## Площа
Згідно з даними за 2007 рік площа гміни становила 83.30 км², у тому числі:
- орні землі: 68.00%
- ліси: 11.00%

Таким чином, площа гміни становить 7.46% площі повіту.

## Населення
Станом на 31 грудня 2011:
| Опис     | Загалом | Загалом | Чоловіки | Чоловіки | Жінки | Жінки |
| -------- | ------- | ------- | -------- | -------- | ----- | ----- |
| одиниця  | осіб    | %       | осіб     | %        | осіб  | %     |
| все      | 3864    | 100     | 1922     | 49.74    | 1942  | 50.26 |
| міське   | 0       | 100     | 0        |          | 0     |       |
| сільське | 3864    | 100     | 1922     | 49.74    | 1942  | 50.26 |

## Сусідні гміни
Гміна Меткув межує з такими гмінами: Конти-Вроцлавські, Костомлоти, Марциновіце, Собутка, Жарув.